# Hällesåker IF
Hällesåker IF (HIF), bildad på en landsväg en söndagseftermiddag våren 1922, är en svensk idrottsförening. Den hör hemma i Hällesåker, i Mölndals kommun cirka 2,5 mil sydöst om Göteborg. År 1934 bestämdes klubbens färger till gula tröjor och svarta byxor efter flera olika kombinationer under 20- och början av 30-talet. Under 40-talet bedrevs utöver fotboll också terränglöpning, bordtennis, bandy och gymnastik. Under 60-talet utökades aktiviteterna med handboll och ishockey. Numer är den huvudsakliga idrotten fotboll räknat i antal utövare, men boule, gymnastik och gammeldans står också på programmet. Föreningen har 135 medlemmar varav ca 70 är aktiva. Antal ungdomar i ålder 7-20 år är ca 25 st.

## Anläggningen
Föreningen bedriver sin mesta verksamhet inom en egen anläggning som består av föreningsgård (Hällesåkersgården), dansbana, boulebanor och två fotbollsplaner med gräs och fulla mått.
Anläggningen har byggts om och till i flera omgångar. Under 50-talet lades grunden till Hällesåkers idrottsplats. 1952 arrenderas mark av Hällesåkers Bastu- och Byggnadsförening till en dansbana som blir klar år 1953 och till en fotbollsplan bredvid som invigdes 1955 (nuvarande A-plan). 1966 färdigställdes en ishockeyrink som påbörjades året före. Under 70-talet byggdes Hällesåkersgården till med bland annat omklädningsrum, förråd och styrketräningsrum. Samtidigt byggdes nya bänkar och staket runt fotbollsplanen och en bevattningsanläggning anlades. Ytterligare en fotbollsplan anlades 1984 som invigdes 1986. 1997 blev föreningen ensam ägare till gården och därmed också hela idrottsplatsen. 2002 köptes marken där B-planen ligger. Företag och privatpersoner kan hyra gården och dansbanan för olika arrangemang, bl.a. bröllop.

## Fotboll
Under 20-talet mötte Hällesåker IF mest lag från bygden i träningsmatcher, men det organiserades också en liten serie. I början av 30-talet deltog klubben för första gången i riktigt seriespel i Kungsbacka-Mölndalsserien. I slutet av 1933 började A-laget spela i Hallandsserien - en tradition som varade ända fram till 1975. Klubben vann Hallandsserien, division två, år 1934 och 1936. Trots sinande intäkter från dansbanan och spelare i militärtjänstgöring vann klubben Hallandsseriens division två 1940 och 1943 igen. Under slutet av decenniet startades B-lag, junior- och pojklag samtidigt som klubbens ekonomi förbättrades. 1951 vann klubben återigen Hallandsseriens division två men under senare hälften av 50-talet och 60-talet går det dåligt. I mitten av 70-talet startades ett damlag. År 1979-1985 är föreningens mest framgångsrika period inom fotbollen. 1979 och 1980 vann herrlaget division 6 respektive 5:an för att därefter göra fyra säsonger i division 4, vilket motsvarar dagens division 3 (2002). 1986 vann damlaget division 5D.
År 2009 spelar herrseniorerna i division 4A Göteborg. Damseniorerna spelar i division 3A Göteborg och farmarlaget Hällesåker DF i division 4A Göteborg. Sedan mitten på 90-talet arrangerar Hällesåker IF varje år två ungdomscuper i fotboll, Grottespelen för flickor i juni och Hällesåkercupen i månadsskiftet augusti-september. Känd profil är målvakten Roger Svensson – som gjorde 102 matcher i IF Elfsborg under 1979-1984 och 1986-1987. Lotta Schelin spelade i slutet av 1990-talet i klubbens damjuniorlag.

## Boule
Föreningens boulesektion bildades 1991. På Boule-SM 2009 tog Hällesåker IF hem en silvermedalj i klassen V55 Trippel genom Jürgen Koch, Ulf Lindström och Åke Börjesson. 1-2 maj 2010 arrangerade Hällesåker IF distriktsmästerskapen i boule i klasserna DM Mixed Dubbel och DM Trippel. På boule-SM 2012 vann föreningen två medaljer. Ett guld genom Fredrik Holmqvist och Therése Sjöström i klassen Öppen Mixed Dubbel. I klassen Minior Mixed, blev det ett brons tack vare Amanda Hallberg och Lucas Hallberg.